# Ryan Shane
Ryan Shane (* 15. April 1994 in Falls Church, Virginia) ist ein US-amerikanischer Tennisspieler.

## Karriere
Shane spielt hauptsächlich auf der ITF Future Tour und der ATP Challenger Tour. Auf ersterer gewann er bislang jeweils einen Titel im Einzel und Doppel.
Des Weiteren spielt er auf verschiedenen College-Turnieren in den Vereinigten Staaten. So führte er die University of Virginia zum Sieg bei den NCAA Division I Tennis Championships 2016.
2015 kam er in New York bei den US Open durch eine Wildcard zu seinem Debüt auf der ATP World Tour. Er verlor dort gegen den Setzlisten-27. Jérémy Chardy in vier Sätzen.